# Dongshan Shuiku
Dongshan Shuiku är en reservoar i Kina. Den ligger i provinsen Anhui, i den östra delen av landet, omkring 78 kilometer öster om provinshuvudstaden Hefei. Dongshan Shuiku ligger 27 meter över havet. Trakten runt Dongshan Shuiku består till största delen av jordbruksmark.
Genomsnittlig årsnederbörd är 1 293 millimeter. Den regnigaste månaden är juli, med i genomsnitt 225 mm nederbörd, och den torraste är december, med 39 mm nederbörd.